# Septembre 1806

## Événements
- 26 septembre :
  - La Réunion devient l'île Bonaparte[1].
  - Ultimatum prussien à Napoléon[2], Haugwitz exige l’évacuation immédiate de l’Allemagne. Début de la Quatrième Coalition : Royaume-Uni, Prusse, Russie, Suède. Les armées prussiennes sont sur le Main (Hohenlohe, 56 000 hommes) et plus au sud (Brunswick, 75 000 hommes). Napoléon dispose de 160 000 autour de Bamberg.

- 29 - 30 septembre, campagne de Dalmatie : victoire française sur les Russes à la bataille de Castel-Nuovo[3].

## Naissances
- 7 septembre : Christian August Friedrich Peters (mort en 1880), astronome allemand.
- 17 septembre : Guillaume Duchenne de Boulogne (mort en 1875), médecin neurologue français.

## Décès
- 20 septembre : Utamaro Kitagawa, graveur et peintre japonais (° 1753).
- 29 septembre : Clément-Louis-Marie-Anne Belle, peintre français (° 16 novembre 1722).